# ペットボトルリサイクル推奨マーク
ペットボトルリサイクル推奨マーク（ペットボトルリサイクルすいしょうマーク）は、ペットボトルを再生加工された製品（衣料品など）に表示されるマーク。ペットボトルリサイクル推進協議会の推奨製品に記されるマークである。
環境ラベリング制度のひとつでもあり、ペットボトルの再生利用の推進を目的として記される。

## 概要
1995年より、ペットボトルリサイクル推進協議会の提案により始まる。
マーク付きの製品は、リサイクルの推進・向上を社会にアピールし、消費者にもリサイクル商品の選択を促し、ペットボトルリサイクルに役立てることを目的としている。

## 基準
財団法人日本容器包装リサイクル協会経由でペットボトル容器の再生加工されたプラスチック（フレーク、ペレット、パウダー）を原料として製品の主要構成部材の25%以上使用されるものに限られ、品質・安全性において、関係法規、基準等に満たしている製品のみ定義される。